# Olmsted County
Olmsted County är ett administrativt område i delstaten Minnesota i USA, med 144 248 invånare. Den administrativa huvudorten (county seat) är Rochester.  

## Politik
Olmsted County har under senare år blivit ett så kallat swing distrikt och det har varit jämnt mellan republikanerna och demokraterna i valen. Demokraternas kandidat har dock vunnit countyt i tre raka presidentval sedan 2008, om än med liten marginal. I valet 2016 vann demokraternas kandidat med siffrorna 45,3 procent mot 44,5 för republikanernas kandidat.

## Geografi
Enligt United States Census Bureau har countyt en total area på 1 695 km². 1 691 km² av den arean är land och 4 km² är vatten.

### Angränsande countyn
- Wabasha County - norr
- Winona County - öst
- Fillmore County - söder
- Mower County - sydväst
- Dodge County - väst
- Goodhue County - nordväst